# Mytilinidiales
Mytilinidiales is een orde van Dothideomycetes uit de subklasse Pleosporomycetidae.

## Taxonomie
De taxonomische indeling van Mytilinidiales is als volgt:
Orde: Mytilinidiales
- Familie: Mytilinidiaceae
- Familie: Gloniaceae